# Station Orle
Station Orle is een spoorwegstation in de Poolse plaats Orle.